# Universitatea Pontificală Laterană
Universitatea Pontificală Laterană (în limba italiană: Pontificia Università Lateranense, iar în limba latină: Pontificia Universitas Lateranensis sau pe scurt Lateranum) este o prestigioasă universitate de Drept Pontifical și Civil cu sediul în Roma, în zona extrateritorială a Sfântului Scaun, în Lateran. Facultățile sale sunt: Drept Civil sau Jurisprudență, Drept Canonic, Filosofie și Teologie. Studiile sunt deschise atât laicilor cât și clerului și este prevăzut un examen de admitere. 

## Istoric
Universitatea a fost fondată în anul 1773 de către papa Clement al XIV-lea, care, după suprimarea iezuiților, a încredințat facultățile de teologie și de filosofie a Universității Pontificale Gregoriana clerului din Roma. După restabilirea iezuiților, și restituirea Colegiului Roman, papa Leon al XII-lea a mutat sediul facultăților la Palatul Sfântul Apollinariu în 1824. Acolo a dobândit supranumele de „Apollinariu”.
Acolo, în 1853, papa Pius al IX-lea a fondat Facultățile de Drept Canonic și de Drept Civil, precum și Institutul Pontifical Utriusque iuris. Papa Pius al XI-lea i-a dat Institutului din Lateran sediul definitiv, actual, unde papa Pius al XII-lea, în 1958, a instituit Institutul Pontifical Pastoral. Anul următor, papa Ioan al XXIII-lea a numit Institutul Pontifical Universitatea Pontificală Laterană.
În 1981, papa Ioan Paul al II-lea a dat dreptul Institutului Pontifical pentru Studii ale Căsătoriei și Familiei să elibereze diplome universitare.

## Organizare
Universitatea este compusă din patru facultăți: Teologie, Drept Canonic, Drept Civil, Filosofie, patru institute: Institutul « Utriusque Iuris », Institutul Pastoral « Redemporis Hominis », Institutul de Științe Religioase « Ecclesia Mater » și Institutul  Ioan Paul al II-lea pentru Studii ale Căsătoriei și Familiei și un Centru Interdisciplinar pentru Formarea Permanentă.
Biblioteca universității are 600 000 de volume, iar universitatea adăpostește o casă de editură, Lateran University Press, care publică patru reviste științifice și o revistă destinată publicului larg, « Nuntium »  și colecții de cărți.
Universitatea număra, în 2000, 4.200 de studenți. Universitatea Pontificală Laterană este cea mai italiană dintre universitățile pontificale (80% din efective sunt italieni) și cea mai laică (laicii reprezintă 59% din studenții înscriși). Printre aceștia, femeile sunt numeroase. Decanul Facultății de Filosofie a Universității Pontificale Laterane este o femeie.

## Rectori ai Universității Pontificale Laterane
- Mons. Roberto Ronca † (1930 - 1932)[1]
- Mons. Pio Paschini † (1932 - 1957)
- Mons. Antonio Piolanti † (1957 - 1969)
- Mons. Pietro Pavan † (1969 - 1973)
- Mons. Franco Biffi † (1974 - 1983)
- Episcop Pietro Rossano † (7 decembrie 1983 - 15 iunie 1991)
- Mons. Umberto Betti † (1991 - 1995)
- Episcop Angelo Scola (14 septembrie 1995 - 5 ianuarie 2002)
- Episcop Salvatore Fisichella, ridicat la demnitatea de arhiepiscop în 2008 (18 ianuarie 2002 - 30 iunie 2010)
- Episcop Enrico dal Covolo, de la 30 iunie 2010.